# 64 av. J.-C.
Pour les articles homonymes, voir 64 (homonymie).
Cette page concerne l'année 64 av. J.-C. du calendrier julien proleptique.

## Événements
- 21 octobre 65 av. J.-C. (1er janvier 690 du calendrier romain) : début à Rome du consulat de Lucius Julius Caesar et Caius Marcius Figulus[1].
  - Murena est nommé propréteur de Gaule transalpine[2].
  - Le Sénat prononce la dissolution de tous les clubs (collegia)[3].
- Juillet : Catilina échoue aux élections consulaires pour l’année 63 av. J.-C.[4].
- Été :
  - Pompée part pour la Syrie afin de la proclamer officiellement province romaine. Il entre dans Antioche et dépose le dernier des Séleucides Antiochos XIII, qui se réfugie chez son protecteur le prince arabe d'Émèse Sampsigeramos, mais celui-ci le fait mettre à mort[5].
  - Phraatès profite du départ de Pompée pour envahir le sud de l’Arménie. Tigrane est battu. Phraatès envoie un message à Pompée lui reprochant d’avoir rompu ses engagements. Ce dernier s’abstient d’intervenir[6].
  - Pompée réorganise l'Orient : le Pont, la Syrie et la Cilicie deviennent provinces romaines, l'Arménie, la Cappadoce, la Galatie, la Colchide et la Judée des États vassaux[6]. La Phénicie est incorporée à la Syrie[7].
- 7 novembre : éclipse lunaire observée à Rome[8].

## Naissances
- Marcus Valerius Messalla Corvinus, orateur romain.

## Décès
- Antiochos XIII, dernier roi séleucide de Syrie.